# Stazione di Bangor West
La stazione di Bangor West ( in inglese britannico Bangor West railway station) è una stazione ferroviaria che fornisce servizio a Bangor, contea di Down, Irlanda del Nord. Attualmente l'unica linea che vi passa è la Belfast-Bangor. La stazione fu aperta il 1º giugno 1928. La sua realizzazione fu necessaria per garantire un incremento del numero dei treni per la città che era in fase di espansione. Non bastava più infatti il solo uso della stazione di Bangor. Inizialmente costruita in legno fu sostituita nel 1978 da una struttura in mattoni e pietra. Attualmente è una delle poche stazioni secondarie di città dell'isola d'Irlanda ad avere una biglietteria a sportello. Questo forse è dovuto al grande uso che i pendolari fanno della stazione.

## Treni
Da lunedì a sabato c'è un treno ogni mezzora verso Portadown, Newry o Belfast, con treni aggiuntivi nelle ore di punta. Durante la sera la frequenza scende a un treno all'ora in ognuna delle due direzioni. Di domenica c'è un treno per ogni direzione ogni ora. La domenica la frequenza di un treno all'ora è costante per tutto il corso della giornata.

## Servizi ferroviari
- Belfast-Bangor

## Servizi
- Biglietteria self-service
- Distribuzione automatica cibi e bevande
- Biglietteria
- Fermata e capolinea autobus urbani
- Capolinea autolinee extraurbane
- Sottopassaggio
- Servizi igienici